# Laziji

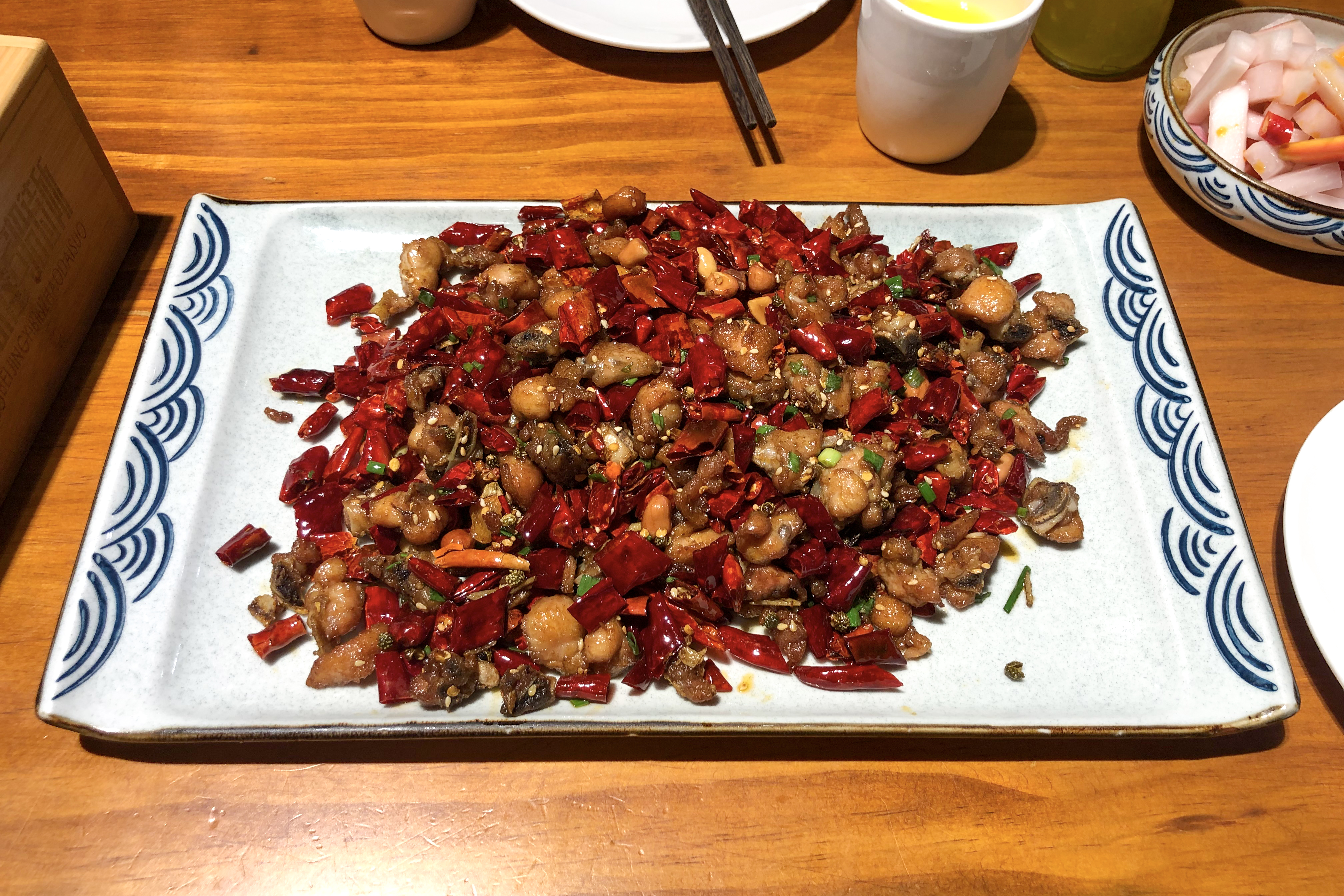
Laziji

Laziji (辣子鸡), "små bitar kyckling med chili" är en kinesisk maträtt från provinsen Sichuan.
Denna rätt består av små bitar kyckling med ben som efter marinering i bland annat Shaoxing-vin och ljus och mörk soja friteras, för att slutligen smaksättas genom wokning i en med mängder av sichuanpeppar och chili smaksatt olja. Slutligen tillsätts lite socker och sesamolja. Smaken är mycket stark, "málà", och rätten serveras i Kina med mängder av torkad chili från tillagningen.